# Amir Rrahmani
Amir Kadri Rrahmani (Pristina, 1994. február 24.–) albán születésű koszovói válogatott labdarúgó, az olasz SSC Napoli játékosa.
Pályafutását a koszovói KF Drenicában kezdte, egy évet töltött a skenderaji székhelyű egyesület utánpótlásában. Ezután, mindössze tizenhét évesen bekerült az első csapatba, ahol rövid időn belül a klub alapemberévé vált. Két év múlva, 2013-ban leigazolta az albán élvonalban szereplő Partizani Tirana csapata, ahol szintén két évet töltött. 2015-ben a horvát RNK Split szerezte meg a játékjogát, majd egy szezon után a horvát rekordbajnok Dinamo Zagreb igazolta le. Itt azonban eleinte nem kapott elegendő játéklehetőséget, ezért a másik zágrábi csapat, a Lokomotiva vette kölcsön egy évre. A kölcsönjáték után visszatért a Dinamóhoz, ahol már kezdőként számoltak vele. A horvát klub színeiben kétszeres horvát bajnok, valamint egyszeres horvát kupagyőztes lett. Négy Horvátországban eltöltött év után az olasz első osztályban szereplő Hellas Verona szerezte meg a játékjogát. 2020-ban szintén az olasz bajnokságban szereplő Napoli szerezte meg 14 millió euróért, ezután azonban egyből kölcsönadták a Veronához, hogy több játéklehetőséget kapjon. A visszatérése után a csapat egyik alapembere lett, és az olasz bajnokság egyik legjobb védőjévé vált. A 2022–23-as szezonban olasz bajnoki címet ünnepelhetett a Napolival, akik 33 év után nyertek ismét bajnokságot.
Albán állampolgársága miatt az albán válogatottban is szerepelt. 2013-ban egy mérkőzésen játszott az albán U19-es válogatottban, gólt is szerzett. 2013 és 2014 között kilenc alkalommal szerepelt az albán U21-es válogatottban, szerepet kapott a 2015-ös U21-es Európa-bajnokság selejtezőiben. 2014-ben Gianni De Biasi, az albán válogatott szövetségi kapitánya meghívta az albán felnőtt keretbe, két mérkőzésen egyszer talált be. 2016-ban azonban Koszovó nemzeti válogatottjának tagja lett. Koszovó színeiben részt vett a 2018-as és a 2022-es világbajnokság selejtezőiben, valamint a 2020-as Európa-bajnokság selejtezőkörében. 2021-ben az év koszovói labdarúgójának választották.

## Pályafutása

### Klubcsapatokban

#### Drenica
Rrahmani a Drenica utánpótlás csapatánál kezdte karrierjét, majd két év után felkerült az együttes első csapatába, ahol azonnal berobbant, annak ellenére, hogy még csak tizenhét éves volt. A szezonban összesen tizenhét mérkőzésen lépett pályára, gólt nem szerzett.
2012 nyarán próbajátékon vett részt az albán első osztályban szereplő KS Kastrioti Krujë csapatánál, a hírek szerint három éves szerződést akartak felajánlani, de a tárgyalások elakadtak a vételár miatt, amely a jelentések szerint 3000 euró körül mozgott. Ezután visszatért a Drenicához, ahol alapemberré vált, valamint fontos szerepe volt abban, hogy csapatának nem kellett a bentmaradásért küzdeni. A 2012–2013-as szezon végén lejárt a szerződése, emiatt szabadon igazolhatóvá vált.

#### Partizani Tirana

##### 2013–2014-es szezon
Rrahmani iránt számos albán első osztályú csapat érdeklődött, a regnáló bajnok KF Skënderbeu Korçë hivatalos szerződést is ajánlott a tizenkilenc éves játékosnak, azonban végül a Partizani Tirana ajánlatát fogadta el.
2013. szeptember 21-én mutatkozott be az albán csapat színeiben, a szünetben állt be Besznik Krasniqi helyére. A mérkőzésen a Partizani 1–0 arányban nyert a KS Besa Kavajë ellen. Ezután október 12-én kapott ismét játéklehetőséget, a KF Tirana elleni győztes mérkőzést végig játszotta. A KF Skënderbeu Korçë elleni 3–0-s vereséggel végződő mérkőzésen szintén 90 percet kapott. A KS Teuta elleni mérkőzésen ismét 90 percet töltött pályán. A mérkőzést a Partizani kapott gól nélkül, 3–0-ra nyerte. A Kastrioti Krujë ellen 1–0-ra nyertek, Rrahmani végig a pályán volt. A KF Laçi ellen ismét 90 percet töltött a pályán, csapata 2–1-re győzött. Az KS Bylis ellen 1–0-s vereséget szenvedtek. Nagy szerepe volt abban, hogy a Partizani a szezon felénél a második helyen telelhetett. A bajnokság 21. fordulójában, a Skënderbeu Korçë ellen a 30. percben sárga lapot kapott, a mérkőzés 0–0-s döntetlennel végződött. A szezon során a bajnokságban zsinórban tizenhat mérkőzést teljesen végigjátszott, a csapat alapemberévé vált.
A szezon végén a bajnokságban ötödik helyen végzett csapatával, a kupában a legjobb 16 között esett ki. A szezon végén az Albán Szuperliga harmadik legjobb felfedezettjének választották. Az idényben összesen 29 tétmeccsen lépett pályára az albán csapat színeiben, gólt nem szerzett.

##### 2014–2015-ös szezon
Első mérkőzése az idényben a KF Laçi ellen volt, csapata 1–1-s döntetlent ért el idegenben. A következő fordulóban azonban csak a padon kapott helyet, az Apolonia 1–0-ra megverte klubját. Ezután azonban zsinórban hat meccset végigjátszott, de az Elbasani ellen csak hét percet töltött a pályán, a 79. percben Mentor Mazrekaj helyére érkezett. A bajnokság 11. fordulójában sárga lapot kapott az Apolonia ellen, hazai pályán. A meccset 1–0-ra nyerte a Partizani. A KF Skënderbeu Korçë ellen ismét sárga lapot kapott, ezúttal a 68. percben. A bajnokság 20. fordulójában megszerezte első gólját a klub színeiben, a 12. percben talált be az Apolonia ellen 2–0-ra megnyert találkozón. Nem kellett sokat várni a második találatára, a 25. fordulóban a KS Flamurtari Vlorë ellen talált be. Két forduló után az Elbasani ellen talált be ismét, a 90. percben. Az azt követő nyolc bajnokit végigjátszotta. A kupában hosszabbítás után, a negyeddöntőben búcsúzott a KF Laçi ellen, míg a bajnokságban a harmadik helyen végzett csapatával. A szezon végén az Albán Szuperliga legjobb felfedezettjének választották.

#### RNK Split

##### 2015–2016-os szezon
2015. június 5-én a horvát első osztályban szereplő RNK Split csapatához igazolt, ahol a szintén albán nemzetiségű Sokol Cikalleshivel játszhatott egy csapatban. A klub színeiben július 13-án debütált a 2015–2016-os szezon első bajnoki mérkőzésén a Lokomotiva Zagreb ellen. A mérkőzést végigjátszotta, a Split 2–1-re győzött. Ezt követően Rrahmani alapemberré vált Zoran Vulić, majd Goran Sablić rendszerében, ahol rendszerint a védelem közepén szerepelt.
Október 30-án remek teljesítményének is köszönhetően 1–0-ra verték otthon a Dinamo Zagrebet, a koszovói pedig bekerült a hét csapatába. November 22-én, az Istra 1961 ellen ismét stabilan teljesített, így ismét bekerült a hét csapatába. A mérkőzés 1–1-s döntetlennel végződött.
2016 első mérkőzését végigjátszotta az NK Inter-Zaprešić ellen, a meccs 1–1-s döntetlennel zárult. Ezt egy újabb 90 perc követte az NK Zagreb ellen, teljesítménye miatt ismét bekerült a hét csapatába. 2016. március 2-án megszerezte első gólját a horvát klub színeiben a HNK Rijeka ellen talált be egy 2–1-re elveszített találkozón. Emiatt ismét bekerült a hét csapatába. Miután tovább folytatta a stabil teljesítményt, értéke 1 millió euróra emelkedett. Április 8-án ismét bekerült a hét csapatába, az Eszék ellen nyújtott teljesítménye miatt. Immáron nyolcadik alkalommal volt tagja a hét csapatának. Összesen 34 mérkőzésen lépett pályára, egy gólt és egy gólpasszt jegyzett. A bajnokságban 6. helyen végzett.

#### Dinamo Zagreb

##### Lokomotiva Zagreb (kölcsönben)
2016. augusztus 30-án a többszörös horvát bajnok Dinamo Zagreb igazolta le, 1,6 millió euró körüli összegért cserébe. Nyolc nappal az átigazolás után azonban a több játéklehetőség reményében egy évre kölcsönbe került a szintén zágrábi székhelyű NK Lokomotiva Zagreb csapatához. 2016. szeptember 11-én mutatkozott be a Lokomotiva csapatában, a Slaven Belupo elleni meccset végigjátszotta, csapata 3–2-re nyert. Kezdőként kapott szerepet a következő mérkőzésen is, a HNK Cibalia csapatát verték 4–0 arányban. A Dinamo Zagreb elleni rangadón szintén 90 percet volt a pályán, azonban csapata 1–0 arányban vereséget szenvedett. A bajnokság 20. fordulójában megszerezte első gólját a csapat színeiben, korábbi csapata, az RNK Split ellen talált be a 66. percben, csapata harmadik gólját szerezve. A meccset 3–0-ra nyerték a zágrábiak. 2017. április 1-én, a Slaven Belupo ellen gólpasszt adott Ivan Antunovićnak. A meccs 1–1-s döntetlennel ért véget. Az RNK Split ellen a 33. percben sárga lapot kapott. A szezon végén ötödik helyen végeztek a horvát bajnokságban, a kupában a HNK Rijeka ellen estek ki. Összesen 31 meccsen lépett pályára az idényben, ezeken egy gólt és egy gólpasszt jegyzett. A kölcsönszerződés lejárta után visszatért a Dinamóhoz.

##### 2017–2018-as szezon
2017. június 21-én tért vissza a horvát első osztályban szereplő Dinamo Zagreb csapatához. Egy hónappal később, július 21-én mutatkozott be a csapatban, a HNK Cibalia elleni 4–0-s győzelem során a 68. percben váltotta Filip Benkovićot.Augusztus 3-án bemutatkozhatott a nemzetközi kupában, az Európa-liga 3. selejtezőkörében. Az ellenfél a norvég Odds BK volt. A bajnokság 6. fordulójában szerezte első gólját a zágrábi klub szerelésében, a 66. percben fejelt a kapuba a Slaven Belupo ellen, ezzel beállítva a végeredményt. A 14. fordulóban, a HNK Rijeka ellen gólpasszt adott El Arabi Szudaninak, a Dinamo 3–1-re győzött. Ezt megismételte a következő fordulóban is, ezúttal Amer Gojaknak adott gólpasszt. 2017. december 3-án sárga lapot kapott az Inter-Zaprešić ellen, a 40. percben. Korábbi csapata, a Lokomotiva ellen szintén sárgát kapott, ezúttal az 59. percben. Klubja meglepetésre 4–1-s vereséget szenvedett. A Hajduk Split elleni rangadón szintén sárga lappal büntették, a 44. percben. A Dinamo 2–1-re győzött. Nagy szerepe volt abban, hogy a zágrábi klub duplázni tudott az idényben, hiszen a bajnokság mellett a kupát is begyűjtötte. Összesen 31 mérkőzésen lépett pályára a szezonban, egy gólt és két gólpasszt szerzett.

##### 2018–2019-es szezon
Első meccsét az idényben a Slaven Belupo ellen játszotta, majd rögtön gólpasszt adott Marko Leškovićnak. Csapatával bejutott az Európa-liga csoportkörébe, ahol a csoport első helyén végeztek. 2018. október 7-én előbb sárga lapot kapott az 57. percben, majd Mario Gavranović passzából beállította a végeredményt az NK Rudeš ellen. A következő fordulóban ismét sárgát kapott az Istra 1961 ellen. Az Inter-Zaprešić ellen szintén besárgult, csapata 2–0-ra nyert. A bajnokság 22. fordulójában ismét betalált, ezúttal a 60. percben Lovro Majer szöglete után fejelt a kapuba az NK Osijek ellen. Az Istra 1961 ellen szintén sárgát kapott a 76. percben. Korábbi klubja, a Lokomotiva ellen ő szerezte csapata első találatát. 2019. május 11-én, a Rijeka elleni mérkőzésen sárga lapot kapott a 38. percben. Klubja 0–0-s döntetlent ért el idegenben. A bajnokságot ismét nyerte a kékekkel, a kupában a döntőig jutottak, ahol a Rijeka állította meg őket. Az Európa-ligában a Benfica állta útjukat. Összesen 26 mérkőzésen lépett pályára, három gólt és egy gólpasszt jegyzett.

#### Hellas Verona

##### 2019–2020-as szezon
2019. június 26-án leigazolta az olasz első osztályban szereplő Hellas Verona, négy éves szerződést kötött. A veronai együttes kétmillió euró körüli összegért szerződtette.
2019. augusztus 18-án mutatkozott be a csapatban, kezdőként végigjátszotta a Cremonese elleni olasz kupa meccset, azonban a veronaiak hosszabbítás után kiestek a kupasorozatból. A bajnokságban a Bologna elleni 1–1-s döntetlen során játszott először, végigjátszotta a 90 percet. A bajnokság 4. fordulójában, a Juventus ellen sárga lapot kapott a 28. percben. Az Inter elleni mérkőzést szintén végigjátszotta, klubja azonban 2–1-s vereséget szenvedett. A Genoa elleni hazai mérkőzésen már a 3. percben besárgult. 2020. január 20-án remek teljesítményének köszönhetően 14 millió euró körüli összegért leigazolta az SSC Napoli együttese. Azonban a több játéklehetőség reményében egyből kölcsönbe visszakerült a Veronához. Az Inter ellen gólpasszt adott Miguel Velosónak. Valerio Verre passza után tört kapura, majd lepasszolta a labdát az érkező csapattársának. A mérkőzés 2–2-s döntetlennel ért véget. A SPAL elleni mérkőzést sárga lapok miatti eltiltása miatt kellett kihagynia, azonban a veronaiak nélküle is simán 3–0-ra győztek. A szezonban a csapat egyik alapembere volt, a bajnokságban a 9. helyen végzett csapatával, a kupában a harmadik fordulóban esett ki. 2020. augusztus 24-én visszatért a Napolihoz, miután lejárt a kölcsönszerződése.

#### Napoli

##### 2020–2021-es szezon
A szezon elején még nem számított kezdőjátékosnak a kékek csapatában, az első hét bajnoki mérkőzésen a kispadon kapott helyet. 2020. november 18-án elkapta a koronavírust, ami miatt 14 napra karanténba került, így nem játszhatott a Milan és a Roma rangadón sem. 2021. január 3-án mutatkozott be a csapat szerelésében, a Cagliari ellen a 87. percben váltotta Kósztasz Manolászt. A bajnokság 17. fordulójában, az Udinese ellen kezdőként is szerepet kapott, azonban a félidőben Mário Rui váltotta. A Juventus elleni rangadón tizenegyest harcolt ki, miután Giorgio Chiellini szabálytalankodott ellene. A Napoli azzal a tizenegyesgóllal nyert 1–0 arányban. Egy szintén Juventus elleni meccsen sárga lapot kapott a 81. percben, csapata 2–1-re alulmaradt. A 37. fordulóban, a Fiorentina ellen ismét besárgult, ezúttal a 22. percben.
2021. május 23-án megszerezte első gólját a csapatban, korábbi klubja, a Hellas Verona ellen szerzett vezetést. Egy szöglet utáni lepattanó labdát lőtt a kapuba. A mérkőzés 1–1-s döntetlennel zárult, így lemaradtak a Bajnokok Ligája indulást érő negyedik helyről. A kupában az elődöntőig jutottak, az Európa-ligában a Granada állította meg őket. Összességében 20 meccsen lépett pályára, egy gólt szerzett.

##### 2021–2022-es szezon
Első mérkőzését a bajnokságban az Udinese ellen játszotta, egyből be is talált. Kalidou Koulibaly lövését segítette a kapuba a 35. percben. A Napoli 4–0-ra nyert idegenben. A Sampdoria ellen egy kisebb sérülést szenvedett, ezért a 48. percben Kósztasz Manolász váltotta. A Fiorentina ellen győztes gólt szerzett október 3-án. Piotr Zieliński szabadrúgását követően fejelt a hálóba. Egymás után két meccsen kapott sárga lapot, előbb a Hellas Verona, majd az Inter ellen. Az Atalanta ellen szintén besárgult.
Mindig azt mondom, hogyha olasz lennék, mindenki rólam beszélne, úgy tűnik, a válogatottam nem elég híres a futball szempontjából.
Január 23-án megszerezte második gólját a szezonban, az újonc Salernitana ellen talált be a 47. percben. Egy szöglet után Dries Mertens beadásába tette bele a lábát. A bajnokság 28. fordulójában sárga lapot kapott az AC Milan elleni rangadón. Az Udinese ellen szintén besárgult, ezúttal a 65. percben. Csapata 2–1-re győzött. Április 30-án, a Sassuolo ellen meglőtte utolsó gólját az idényben. Klubja kiütéssel, 6–1-re nyert. A bajnokságban harmadik helyen végezett a csapattal, a kupában a Fiorentina állta útjukat. Az Európa-ligában a Barcelona ellen búcsúztak. Összesen 41 mérkőzésen lépett pályára, négy gólt szerzett.

##### 2022–2023-as szezon
Első meccsét a szezonban korábbi csapata, a Hellas Verona ellen játszotta, 90 percet töltött a pályán. A 7. fordulóban sárga lapot kapott az AC Milan elleni rangadón, klubja azonban 2–1-re győzött idegenben. A Cremonese ellen azonban izomszakadást szenvedett, így a 82. percben le kellett cserélni. Így öt bajnokit, valamint három Bajnokok Ligája mérkőzést is kihagyni kényszerült. Góllal vette ki a részét a Juventus 5–1-s legyőzéséből. Hvicsa Kvarachelia szögletét jobb lábbal lőtte a kapuba. A Sassuolo elleni mérkőzés 33. percében gólpasszt adott Victor Osimhennek. Az Atalanta ellen megszerezte második gólját az idényben. Elif Elmasz szöglete után átfejelte a kapus fölött a labdát. A Hellas Verona ellen csak a kispadon kapott helyet. Az AC Milan elleni BL-negyeddöntőn sérülést szenvedett, a későbbi vizsgálatok szerint bokaficam volt a diagnózis. A Salernitana elleni mérkőzésen bebiztosíthatták volna a bajnoki címüket, azonban 1–1-s döntetlennel végződött a mérkőzés, Rrahmani 90 percet töltött a pályán. Május 4-én, az Udinese elleni idegenbeli bajnokin bebiztosították bajnoki címüket, így ő lett az első koszovói labdarúgó, aki olasz bajnok tudott lenni.

##### 2023–2024-es szezon
A szezont rögtön egy győztes góllal indította a német Augsburg elleni felkészülési mérkőzésen. Első bajnoki mérkőzését az újonc Frosinone ellen játszotta. A portugál SC Braga elleni Bajnokok Ligája-csoportmérkőzésen izomsérülést szenvedett, ami miatt többek között a Real Madrid elleni hazai találkozót is ki kellett hagynia.

### A válogatottban

#### Albánia
2013. június 4-én kapta meg az albán állampolgárságot, az albán válogatott Agon Mehmeti, valamint az albán U21-es csapatban játszó Haxhi Neziraj, Valentin Gjokaj, valamint Herolind Shala mellett. Skënder Gega hívta be az albán U21-es válogatottba a Macedónia elleni barátságos mérkőzésre 2013 februárjában. Szerepelt a 2015-ös U21-es labdarúgó-Európa-bajnokság selejtezőiben, csereként lépett pályára a mérkőzéseken. A Partizani Tiranában és a korosztályos válogatottban nyújtott jó teljesítménye miatt behívót kapott Gianni De Biasitól, Albánia szövetségi kapitányától a San Marino elleni barátságos mérkőzésre. A 82. percben mutatkozott be a válogatottban, Elseid Hysajt váltva. Albánia 3–0 arányban győzött. 2015 november 13-án gólt szerzett a Koszovó elleni mérkőzésen.

#### Koszovó
Először 2014. május 21-én szerepelt Koszovó válogatottjában egy FIFA által el nem ismert mérkőzésen, Szenegál ellen. Rrahmani végigjátszotta a meccset. Hivatalos mérkőzésen Finnország ellen szerepelt először, világbajnoki selejtezőn. A Törökország elleni meccsen sárga lapot kapott a 21. percben. A következő törökök elleni mérkőzésén megszerezte első gólját csapata színeiben. 2017. november 13.-án Lettország ellen is gólt lőtt, egy szöglet után fejelte át a kapuson a labdát. Feröer ellen gólpasszt adott Atdhe Nuhiunak, a Nemzetek Ligája D divíziójában. Azerbajdzsán válogatottja ellen meglőtte harmadik gólját Koszovó színeiben. Következő meccsén, egy Dánia elleni barátságos meccsen ismét betalált. Egy szabadarúgás után fejelt a hálóba. A mérkőzés 2–2-s döntetlennel végződött. Montenegró ellen a 82. percben besárgult, a meccs 1–1-s döntetlennel ért véget. Azon a mérkőzésen pályafutása során először csapatkapitányként vezethette ki a válogatottat. Végigjátszotta az angolok elleni találkozót, ahol Koszovó 5–3-s vereséget szenvedett. A Montenegró elleni meccsen lőtte következő gólját, a válogatott pedig 2–0-ra győzött. Egy szöglet utáni fejesből szerezte a találatot. Koszovó végül harmadik helyen végzett selejtezőcsoportjában, így Eb-pótselejtezőre került. Moldova ellen lépett ismét pályára nemzeti válogatottjában, a meccset végigjátszotta. A szlovénok elleni meccsen sárga lappal büntették, Koszovó 2–1-s vereséget szenvedett. Grúzia ellen szintén sárgát kapott a 93. percben. A Jordánia elleni barátságos találkozón besárgult a 77. percben, nemzete 2–0-ra kikapott. A görögök ellen meglőtte hatodik gólját a nemzeti csapatban. A Nemzetek Ligájában, szintén a görögök ellen sárgát kapott a 75. percben.

## Játékstílusa
Magas, nagy termetű védő, aki bár a védelem közepén játszik, de szélső védőként is bevethető. Legfőképpen légi párbajok megnyeréséről ismert. A Dinamo Zagrebnél eltöltött időszaka alatt többször is játszott szélső védőként. A Napoli edzője, Luciano Spalletti sokszor méltatta teljesítményét, a Napoli Juventus elleni, 2023. január 13-án lejátszott mérkőzése után az olasz edző úgy nyilatkozott:
Nem fél nyílt területeken játszani.
Paolo Cannavaro, a korábbi olasz labdarúgó saját magához hasonlította a játékost, játékstílusban sok hasonlóságot vélt felfedezni köztük.
Rrahmaniban látom önmagam: Mindenben jó, semmiben sem kiemelkedő, de mindent jól csinál.
Sokan a szenegáli válogatott védő, Kalidou Koulibaly utódjának tartják. A koszovói játékos maga is elmondta a véleményét erről:
Koulibaly egy vezér, hatalmas felelősség lenne [a helyére lépni]. Ha ez megtörténne, nem lennének problémák. Ha fejlődsz, nagyobb felelősséget kapsz, én készen állok, ez megtiszteltetés lenne számomra.
Klubjában, valamint a válogatottban is a mezszáma a 13-as, mivel egyfajta babonaként tekint erre a számra. Egy interjúban így nyilatkozott a számról: 
Meg akartam tartani [a számot], mert ez nem negatív dolog. Lehet pozitív is.

## Statisztika

### Klubcsapatokban
Utolsó elszámolt mérkőzés dátuma 2023. május 14.
| Klub                       | Szezon           | Bajnokság           | Bajnokság | Bajnokság | Kupa  | Kupa  | Ligakupa | Ligakupa | Egyéb | Egyéb | Összesen | Összesen |
| Klub                       | Szezon           | Liga                | Mérk.     | Gólok     | Mérk. | Gólok | Mérk.    | Gólok    | Mérk. | Gólok | Mérk.    | Gólok    |
| -------------------------- | ---------------- | ------------------- | --------- | --------- | ----- | ----- | -------- | -------- | ----- | ----- | -------- | -------- |
| Drenica                    | 2010–11          | Koszovói Szuperliga | 3         | 0         | —     | —     | —        | —        | —     | —     | 3        | 0        |
| Drenica                    | 2011–12          | Koszovói Szuperliga | 17        | 0         | —     | —     | —        | —        | —     | —     | 17       | 0        |
| Drenica                    | 2012–13          | Koszovói Szuperliga | 20        | 1         | —     | —     | —        | —        | —     | —     | 20       | 1        |
| Drenica                    | Összesen         | Összesen            | 40        | 1         | —     | —     | —        | —        | —     | —     | 40       | 1        |
| Partizani Tirana           | 2013–14          | Albán Szuperliga    | 25        | 0         | 4     | 0     | —        | —        | —     | —     | 29       | 0        |
| Partizani Tirana           | 2014–15          | Albán Szuperliga    | 34        | 3         | 3     | 0     | —        | —        | —     | —     | 37       | 3        |
| Partizani Tirana           | Összesen         | Összesen            | 59        | 3         | 7     | 0     | —        | —        | —     | —     | 66       | 3        |
| RNK Split                  | 2015–16          | Prva Liga           | 34        | 1         | —     | —     | —        | —        | —     | —     | 34       | 1        |
| RNK Split                  | 2016–17          | Prva Liga           | 7         | 0         | —     | —     | —        | —        | —     | —     | 7        | 0        |
| RNK Split                  | Összesen         | Összesen            | 41        | 1         | —     | —     | —        | —        | —     | —     | 41       | 1        |
| Lokomotiva (kölcsönben)    | 2016–17          | Prva Liga           | 28        | 1         | 3     | 0     | —        | —        | —     | —     | 31       | 1        |
| Dinamo Zagreb              | 2017–18          | Prva Liga           | 25        | 1         | 4     | 0     | —        | —        | 2     | 0     | 31       | 1        |
| Dinamo Zagreb              | 2018–19          | Prva Liga           | 15        | 3         | 4     | 0     | —        | —        | 7     | 0     | 26       | 3        |
| Dinamo Zagreb              | Összesen         | Összesen            | 40        | 4         | 8     | 0     | —        | —        | 9     | 0     | 57       | 4        |
| Hellas Verona              | 2019–20          | Serie A             | 19        | 0         | 1     | 0     | —        | —        | —     | —     | 20       | 0        |
| Hellas Verona (kölcsönben) | 2019–20          | Serie A             | 17        | 0         | 0     | 0     | —        | —        | —     | —     | 17       | 0        |
| Napoli                     | 2020–21          | Serie A             | 16        | 1         | 2     | 0     | —        | —        | 2     | 0     | 20       | 1        |
| Napoli                     | 2021–22          | Serie A             | 33        | 4         | 1     | 0     | —        | —        | 7     | 0     | 41       | 4        |
| Napoli                     | 2022–23          | Serie A             | 29        | 2         | 0     | 0     | —        | —        | 7     | 0     | 36       | 2        |
| Napoli                     | Összesen         | Összesen            | 78        | 7         | 3     | 0     | —        | —        | 16    | 0     | 97       | 7        |
| Karrier összesen           | Karrier összesen | Karrier összesen    | 316       | 17        | 22    | 0     | —        | —        | 25    | 0     | 363      | 17       |

### A válogatottban
Legutóbb elszámolt mérkőzés dátuma 2023. március 28.
| Albánia  | Albánia | Albánia |
| Év       | Mérk.   | Gólok   |
| -------- | ------- | ------- |
| 2014     | 1       | 0       |
| 2015     | 1       | 1       |
| Összesen | 2       | 1       |
| Koszovó  |         |         |
| 2014     | 1       | 0       |
| 2015     | 0       | 0       |
| 2016     | 3       | 0       |
| 2017     | 7       | 2       |
| 2018     | 9       | 1       |
| 2019     | 9       | 2       |
| 2020     | 5       | 0       |
| 2021     | 9       | 1       |
| 2022     | 6       | 0       |
| 2023     | 2       | 0       |
| Összesen | 51      | 6       |

#### Góljai a válogatottban

##### Albánia
| #  | Dátum              | Helyszín                                | Ellenfél | Gól | Eredmény | Verseny             |
| -- | ------------------ | --------------------------------------- | -------- | --- | -------- | ------------------- |
| 1. | 2015. november 13. | Fadil Vokrri Stadion, Pristina, Koszovó | Koszovó  | 2–2 | 2–2      | Barátságos mérkőzés |

##### Koszovó
| #  | Dátum              | Helyszín                                          | Ellenfél     | Gól | Eredmény | Verseny                                        |
| -- | ------------------ | ------------------------------------------------- | ------------ | --- | -------- | ---------------------------------------------- |
| 1. | 2017. június 11.   | Loro Boriçi Stadion, Shkodra, Albánia             | Törökország  | 1–1 | 1–4      | 2018-as labdarúgó-világbajnokság-selejtező     |
| 2. | 2017.november 13.  | Adem Jashari Olimpiai Stadion, Mitrovica, Koszovó | Lettország   | 1–1 | 4–3      | Barátságos mérkőzés                            |
| 3. | 2018. november 20. | Fadil Vokrri Stadion, Pristina, Koszovó           | Azerbajdzsán | 3–0 | 4–0      | 2018–2019-es UEFA Nemzetek Ligája              |
| 4. | 2019. március 21.  | Fadil Vokrri Stadion, Pristina, Koszovó           | Dánia        | 1–0 | 2–2      | Barátságos mérkőzés                            |
| 5. | 2019. október 14.  | Fadil Vokrri Stadion, Pristina, Koszovó           | Montenegró   | 1–0 | 2–0      | 2020-as labdarúgó-Európa-bajnokság (selejtező) |
| 6. | 2021. november 14. | Olimpiai Stadion, Athén, Görögország              | Görögország  | 1–1 | 1–1      | 2022-es labdarúgó-világbajnokság-selejtező     |

## Sikerei, díjai

### Klubcsapatokban
Dinamo Zagreb
- Horvát bajnok (2×):  2017–18,[216] 2018–19[217]
- Horvát kupagyőztes (1×): 2017–18[218]

 Napoli
- Olasz bajnok (1×): 2022–23[219]

### Egyéni elismerései
Partizani Tirana
- Az év felfedezettje az albán bajnokságban: 2013–14: 3. helyezett,[33] 2014–15: 1. helyezett[20]

 Koszovó
- Az év koszovói játékosa: 2021[220]